# Форсаж да Вінчі
«Форсаж да Вінчі» (англ. Treasure Raiders) — фільм 2007 режисера Брента Хаффа. Пригодницький бойовик і пародійна комедія в двох варіантах озвучення.

## Сюжет
Професор із США Харрісон Джонс (Стівен Бренд) викладає лекції з археології в московському університеті. До недавніх пір ніхто не знав, що скарби лицарів-тамплієрів існують. А вони не просто існують, а знаходяться в одному зі спальних районів Москви. Після одного із занять до нього підходить П'єр Самоне (Девід Керрадайн), що говорить про те, що він знає людину, яка може допомогти шукати скарби. Його звуть Вовк (Олександр Невський), і він гонщик.
Цей фільм тільки в Росії був представлений як комедійний бойовик «Форсаж да Вінчі», тому що його переозвучувати команда з шоу «Comedy Club». У сорока країнах, де була представлена ця стрічка, вона йшла як пригоди «Мисливці за скарбами». Але існує версія російського дубляжу в традиційному не гумористичному перекладі, в якому події представлені зовсім по-іншому, і відрізняються навіть імена героїв. Наприклад, професор Харрісон Джонс насправді Майкл Наззаро.

## У ролях
- Олександр Невський
- Девід Керрадайн
- Стівен Бренд